# مونيكا جانسون
مونيكا جانسون (بالسويدية: Monika Jansson)‏ هي لاعبة كرلنغ سويدية، ولدت في 27 فبراير 1960.

## وصلات خارجية
- مونيكا جانسون على موقع الاتحاد الدولي للكرلنغ (الإنجليزية)
- مونيكا جانسون على موقع أوليمبيديا (الإنجليزية)